# Prince (Familienname)
Prince ist ein englischer Familienname.

## Namensträger
- Alan Prince (* 1946), US-amerikanischer Phonologe
- Alexandra Prince (* 1975), deutsche Sängerin und Songwriterin
- Alison Prince (1931–2019), britische Schriftstellerin und Drehbuchautorin
- Arabian Prince (* 1965), US-amerikanischer Rapper und Produzent
- Bevin Prince (* 1982), US-amerikanische Schauspielerin
- Brooklynn Prince (* 2010), US-amerikanische Kinderdarstellerin
- Canyon Prince (* 1977), US-amerikanischer Schauspieler, Filmregisseur und -produzent
- Charles Prince (1872–1933), französischer Schauspieler
- Charles-Daniel Prince (1689–1762), Schweizer evangelischer Geistlicher
- Charles H. Prince (1837–1912), US-amerikanischer Politiker
- Clayton Prince (* 1965), US-amerikanischer Schauspieler
- Conner Prince (* 2000), US-amerikanischer Sportschütze
- Dave Prince (* 1941), australischer Hürdenläufer
- David A. Prince (* 1932), US-amerikanischer Neurologe
- Derek Prince (1915–2003), britischer Prediger
- Earres Prince (1896–1957), US-amerikanischer Jazzpianist
- Erik Prince (* 1969), US-amerikanischer Unternehmer
- Faith Prince (* 1957), US-amerikanische Sängerin
- George W. Prince (1854–1939), US-amerikanischer Politiker
- Gina Prince-Bythewood (* 1969), US-amerikanische Drehbuchautorin und Filmregisseurin
- Glenson Prince (* 1987), dominicanischer Fußballtorhüter
- Harold Prince (1928–2019), US-amerikanischer Theaterregisseur und -produzent
- Helen Dodson Prince (1905–2002), US-amerikanische Astronomin und Hochschullehrerin
- Hubert Prince (* 1989), dominicanischer Fußballspieler
- Hugh Prince (1906–1960), US-amerikanischer Komponist und Liedtexter
- Jason Prince (* 1970), nordirischer Snookerspieler
- John Prince (Geistlicher) (1751–1836), US-amerikanischer Geistlicher und Erfinder
- John Prince-Smith (1809–1874), deutscher Volkswirt und Politiker (NLP), MdR
- John Charles Prince (Jean-Charles Prince; 1804–1860), kanadischer Bischof
- John Dyneley Prince (1868–1945), US-amerikanischer Diplomat
- Jonathan Prince (* 1958), US-amerikanischer Schauspieler, Produzent, Regisseur und Drehbuchautor
- Jordan Prince (* 1990), US-amerikanischer Singer-Songwriter
- Joseph Prince (* 1963), US-amerikanischer Prediger und Unternehmer
- L. Bradford Prince (1840–1922), US-amerikanischer Politiker
- La Celia Aritha Prince (* 1977), vincentinische Rechtsanwältin, Botschafterin und Lobbyistin
- Louis Le Prince (1842–nach 1890), französischer Chemiker, Erfinder und Filmtechniker
- Louis-Ernest Prince (1857–1936), Schweizer Architekt
- Lucy Terry Prince (* ca. 1733 – 1821), US-amerikanische Dichterin
- Ludmila Prince (* 1975), lettische Kunstturnerin
- Magdalene von Prince (1870–1935), deutsche Kolonialistin und Plantagenbesitzerin
- Mark Prince (* 1969), englischer Boxer
- Mary Prince (1788–1833?), britische Abolitionistin und Autorin
- Mona Prince (* 1970), ägyptische Literaturwissenschaftlerin, Schriftstellerin und Hochschullehrerin
- Nichelle Prince (* 1995), kanadische Fußballspielerin
- Oliver H. Prince (1787–1837), US-amerikanischer Politiker
- Peppy Prince (1909–1985), US-amerikanischer Musiker
- Prairie Prince (* 1950), US-amerikanischer Schlagzeuger
- Quamel Prince (* 1994), guyanischer Mittelstreckenläufer
- Richard Prince (* 1949), US-amerikanischer Maler und Fotograf
- Robert Prince (Komponist, 1929) (Bob Prince; 1929–2007), US-amerikanischer Komponist von Tanz-, Film- und Jazzmusik
- Robert Prince (Videospielkomponist) (Bobby Prince), US-amerikanischer Komponist von Computerspielmusik
- Scott Prince (* 1980), australischer Rugbyspieler
- Shane Prince (* 1992), US-amerikanischer Eishockeyspieler
- St. Clair Prince, vincentischer Politiker
- Taurean Prince (* 1994), US-amerikanischer Basketballspieler
- Tayshaun Prince (* 1980), US-amerikanischer Basketballspieler
- Tom Prince (Bodybuilder) (1969–2022), US-amerikanischer Bodybuilder
- Tom von Prince (1866–1914), deutscher Kolonialoffizier
- Tommy Prince (1915–1977), kanadischer Indianer und Kriegsveteran
- Virginia Prince (1912–2009), US-amerikanische Transgender-Aktivistin
- Wesley Prince (1907–1980), US-amerikanischer Musiker
- William Prince (Politiker) (1772–1824), US-amerikanischer Politiker
- William Prince (Schauspieler) (1913–1996), US-amerikanischer Schauspieler
- Yasmin Monet Prince (* 2000), britische Schauspielerin